# Isola di Adelaide
L'isola di Adelaide (in russo Остров Аделаиды, Ostrov Adelaidy) è un'isola russa del gruppo Belaja Zemlja che fa parte dell'arcipelago della Terra di Francesco Giuseppe, nell'Oceano Artico; si trova nella parte nord-orientale dell'arcipelago.
L'isola è di forma circolare, con un diametro di 2 km, ed è la più piccola delle tre isole del gruppo. La sua intera area è ricoperta dal ghiaccio. È situata 5 km a sud-ovest dall'estremità occidentale dell'isola di Eva-Liv.

## Storia
L'isola di Adelaide fu così chiamata da Fridtjof Nansen, che scoprì le isole di Belaja Zemlja durante la sua spedizione polare, nel 1895, e che le diede il nome di sua madre, Adelaide Johanne Thekla.